# Bundesamt für Auswärtige Angelegenheiten

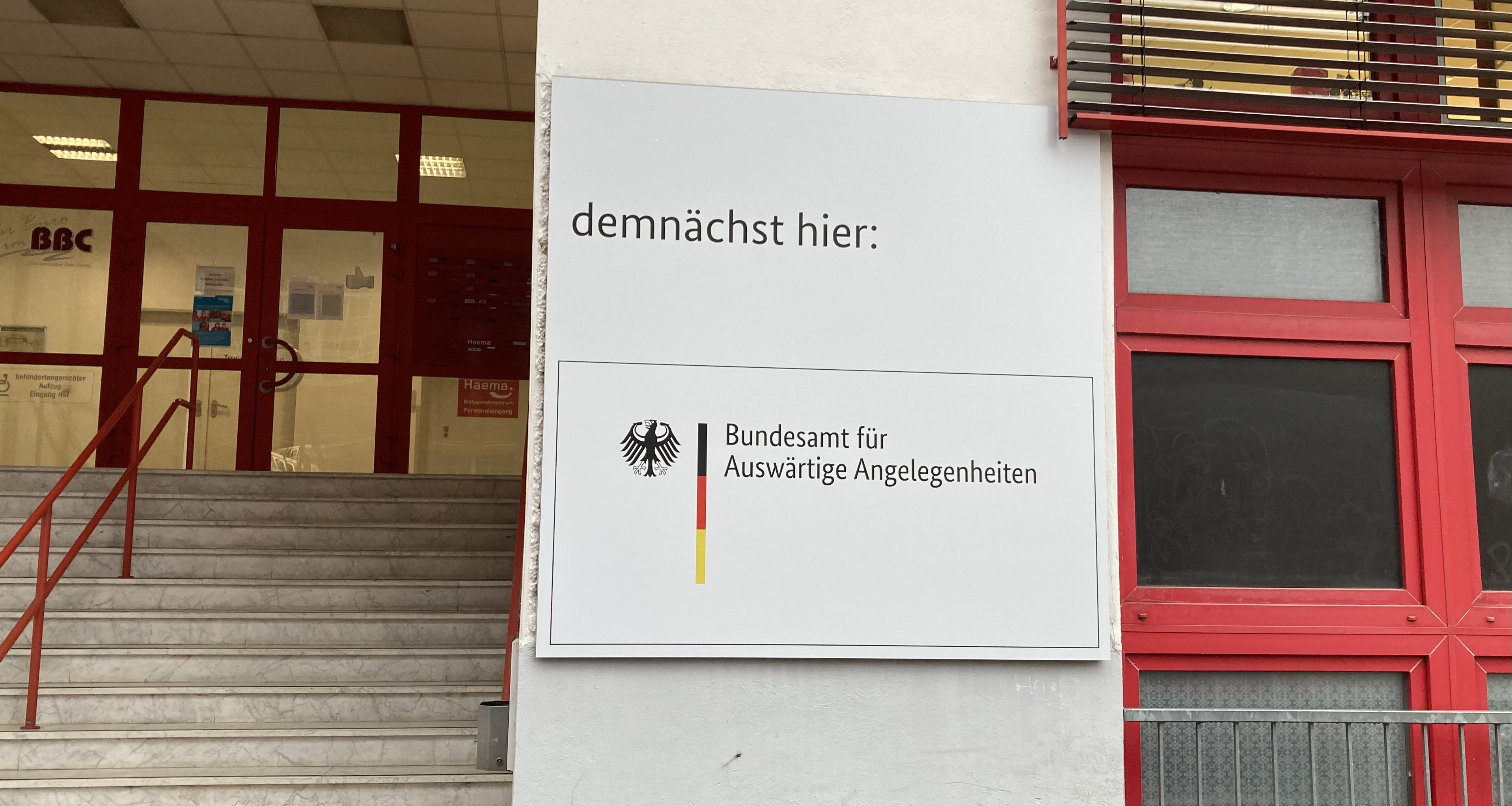
Amtsschild an der Liegenschaft Kirchhofstraße 1–2

Das Bundesamt für Auswärtige Angelegenheiten (BfAA) ist eine deutsche Bundesoberbehörde, die am 1. Januar 2021 im Geschäftsbereich des Auswärtigen Amtes errichtet wurde. Das BfAA unterstützt den Auswärtigen Dienst bei nichtministeriellen Verwaltungs- und Infrastrukturaufgaben, im Fördermittelmanagement, im Rechts- und Konsularwesen und im Auslandsschulwesen. Das BfAA ist eine nachgeordnete Behörde des Auswärtigen Amtes.

## Geschichte
Am 12. Juni 2020 wurde das Gesetz über die Errichtung eines Bundesamts für Auswärtige Angelegenheiten vom Deutschen Bundestag beschlossen, das die Einrichtung des BfAA zum 1. Januar 2021 vorsah. Die neue Bundesoberbehörde mit Dienstsitz in Brandenburg an der Havel und weiteren Standorten in Bonn und Berlin unterstützt die deutsche Außenpolitik und die gesamte Bundesverwaltung im Bereich der auswärtigen Angelegenheiten. 
Der damalige Bundesminister des Auswärtigen Heiko Maas eröffnete die Behörde am 4. Januar 2021 offiziell. Ihr erster Leiter wurde Georg Birgelen. Nach Birgelens Eintritt in den Ruhestand übernahm Holger Seubert am 2. April 2024 das Amt des BfAA-Präsidenten.

## Aufgaben und Gliederung
Das Bundesamt gliedert sich in sieben Abteilungen:
- Abteilung Z: Zentralabteilung
- Abteilung P: Personal
- Abteilung F: Fördermittelmanagement (Mittel aus dem Haushalt des Auswärtigen Amts für Zwecke der kulturellen und politischen Zusammenarbeit, darunter Friedenssicherung und humanitäre Hilfe)
- Abteilung V: Visa (vor allem für ausländische Fachkräfte im Rahmen des Fachkräfteeinwanderungsgesetzes)
- Abteilung D: Dienstleistungen (zentraler Einkauf, Logistik und Transport, Anlagenbuchhaltung/Vermögensverwaltung sowie Veranstaltungsorganisation)
- Abteilung I: Immobilienmanagement Ausland des Auswärtigen Amts
- Abteilung ZfA: Zentralstelle für das Auslandsschulwesen (im Jahr 2021 in das BfAA eingegliedert, Dienstsitz Bonn)

Weitere Aufgabenbereiche können dem BfAA übertragen werden.

## Behördenleitung
| Nr. | Name           | Geburtsjahr | Beginn der Amtszeit | Ende der Amtszeit |
| --- | -------------- | ----------- | ------------------- | ----------------- |
| 1   | Georg Birgelen | 1955        | 1. Januar 2021      | 29. Februar 2024  |
| 2   | Holger Seubert | 1966        | 2. April 2024       |                   |

## Beschäftigte
Im BfAA arbeiteten anfangs 70 Beschäftigte, im Oktober 2023 waren 589 Stellen besetzt. Die Beschäftigtenzahl soll mittelfristig auf über 1.000 Bedienstete anwachsen.
Im Bundeshaushalt 2024 sind für das BfAA 740 Planstellen und Stellen vorgesehen, davon 332 Planstellen für Beamte sowie 408 Stellen für Arbeitnehmer im öffentlichen Dienst. Der Dienstposten des Präsidenten des BfAA ist mit einer Planstelle nach B 7 Bundesbesoldungsordnung hinterlegt, die des Vizepräsidenten / der Vizepräsidentin mit B 4.
Die Beschäftigten des BfAA unterliegen nicht der für das Auswärtige Amt geltenden, in der Regel drei- bis vierjährigen weltweiten Rotation.
Für die Beschäftigten, die aus dem Auswärtigen Amt ins BfAA versetzt werden, entfällt die sogenannte Ministerialzulage. Stattdessen erhalten die Bediensteten im BfAA eine Aufbauzulage nach § 10 BfAAG in gleicher Höhe. Die Zulage ist vorerst bis zum 31. Dezember 2025 befristet. Der Bundesrechnungshof merkte dazu kritisch an, ihre Gewährung könne das gesamte Zulagengefüge des Bundes nachhaltig stören. Er sprach die Empfehlung aus, von der Gewährung einer Aufbauzulage abzusehen sowie eine methodisch ansetzende Aufgabenkritik und eine darauf fußende Wirtschaftlichkeitsuntersuchung durchzuführen und somit belastbare Personal-, Sach- und Gemeinkosten für die neue Behörde zu ermitteln.

## Haushalt
Im Bundeshaushaltsplan 2024 ist für das BfAA ein Budget von rund 51 Mio. Euro und eine Personalausstattung von 740 Stellen vorgesehen. Rund 40 Mio. Euro sind für Personalausgaben angesetzt.